# Больський Яків
Я́ків Бо́льський  (*1892, Богопілля (Україна) — †20 січня 1962, США) — винахідник кінокамери, названої його іменем («Bolex»).

## Біографія
Вивчав медицину у Женеві.
1924 року заснував фірму «BOL SA» з продажу кінокамер «Cinematographe Bol» власного виробництва.
1930 — фірма Я. Больського увійшла до фірми «Paillard SA». Винахідник був призначений інженером-консультантом підприємства.
1940 року Я. Больський переїхав до США, де його удосконалені кінокамери користувалися значним попитом.
Раптова смерть підприємця зупинила розвиток його бізнесу. Проте конструктивні ідеї винахідника продовжували використовуватися в різних моделях фотоапаратів.